# Cornelia Ullrich
Cornelia Ullrich (dekliški priimek Feuerbach), nemška atletinja, * 26. april 1963, Halberstadt, Vzhodna Nemčija.
Ni nastopila na poletnih olimpijskih igrah. Na svetovnih prvenstvih je osvojila bronasto medaljo v teku na 400 m z ovirami leta 1987, kot tudi na evropskih prvenstvih leta 1986.